# Langschwanz-Höschenkolibri
Der Langschwanz-Höschenkolibri (Eriocnemis luciani), auch als Blaustirn-Schneehöschen oder Saphirbauch-Wollhöschen bezeichnet, ist eine Kolibriart aus der Gattung der Höschenkolibris. Der Bestand wird von der IUCN als „nicht gefährdet“ (least concern) eingeschätzt.

## Beschreibung
Der Langschwanz-Höschenkolibri erreicht eine Länge von 11,4 Zentimetern. Der gerade Schnabel ist 20 mm lang. Das Gefieder ist fast vollständig dunkel strahlendgrün, aber mehr glitzernd und goldgrün an der Unterseite. Die Stirn ist glänzendblau. Die Unterschwanzdecken sind glänzend violett. Die Federhöschen sind weiß. Der 56 mm lange gegabelte Schwanz ist blauschwarz.

## Verbreitung
Der Langschwanz-Höschenkolibri kommt in Venezuela, im südlichen Kolumbien, in Ecuador und im nordwestlichen Peru vor.

## Lebensraum und Lebensweise
Der Langschwanz-Höschenkolibri bewohnt offene steppenähnliche Grashänge in Höhenlagen zwischen 2800 und 4800 m. Er ernährt sich vom Nektar kleiner Blüten.

## Unterarten

Verbreitungsgebiet des Langschwanz-Höschenkolibris

Bisher sind vier Unterarten anerkannt:
- Eriocnemis luciani meridae Schuchmann, Weller & Heynen, 2001[3] – Das Verbreitungsgebiet dieser Subspezies ist auf den Bundesstaat Mérida im Nordwesten Venezuelas beschränkt.
- Eriocnemis luciani luciani (Bourcier, 1847)[4] – Die Nominatform kommt im Südwesten Kolumbiens und dem Norden Ecuadors vor.
- Eriocnemis luciani baptistae Schuchmann, Weller & Heynen, 2001[5] – Diese Unterart ist im zentralen und südlichen Teil Ecuadors verbreitet.
- Eriocnemis luciani catharina Salvin, 1897[6] –  Diese Subspezies ist im Norden Perus präsent.
- Eriocnemis luciani sapphiropygia Taczanowski, 1874[7] – Diese Unterart kommt im zentralen und südlichen Peru vor.

## Etymologie und Forschungsgeschichte
Jules Bourcier beschrieb den Langschwanz-Höschenkolibri unter dem Namen Trochilus luciani. Das Typusexemplar wurde von Adolphe Delattre (1805–1854) im Municipio Guaca im Departamento de Santander gesammelt. Später wurde die Art der Gattung Eriocnemis zugeordnet. Dieser Name leitet sich von den griechischen Wörtern ἔριον érion für „Wolle“ und κνημίς knēmī́s für „Manschette, Beinschiene“ ab. Das Artepitheton luciani wurde dem französischen Entomologen Jean Baptiste Lucien Buquet (1807–1889) gewidmet. Baptistae wurde zu Ehren des kurz zuvor verstorbenen Ornithologen Luis F. Baptista (1941–2000) vergeben. Meridae steht für das Verbreitungsgebiet der Unterart, den venezolanischen Bundesstaat Mérida. Sapphiropygia setzt sich aus den griechischen Wörtern σάπφειρος sáppheiros für „Saphir, Lapislazuli“ und -πυγος; πυγή -pygos; pygē für „-steißig; Bürzel, Steiß“ zusammen. Welcher Frau Salvin catharina widmete, ist aus seiner Beschreibung nicht ersichtlich, doch könnte es sein, dass er den Namen Catherine Edith Godman (1896–1982), der Tochter seines Freundes Frederick DuCane Godman widmete.